# Postira
Postira, także Postira – wieś w Chorwacji, w żupanii splicko-dalmatyńskiej, siedziba gminy Postira. W 2011 roku liczyła 1429 mieszkańców, a w 2021 roku liczba ta wzrosła do 1618.

## Charakterystyka
Postira jest położona w północnej części wyspy Brač. W miejscowości funkcjonuje port.
Miejscowa gospodarka opiera się na turystyce, rolnictwie oraz rybołówstwie i przetwórstwie rybnym. Kultywowane jest tu także rzemiosło (meblarstwo, mydlarstwo, kamieniarstwo).
Nazwa miejscowości została po raz pierwszy wymieniona w dokumentach z Dolu z 1337 roku. Sama osada powstała na początku XVI wieku – osadnikami byli dotychczasowi mieszkańcy Dolu oraz uchodźcy z terenów osmańskich. Pod koniec XVI wieku miejscowość przekształcono w twierdzę w związku z osmańskim zagrożeniem.